# Schwedischer Fußballpokal der Männer 2011
Der schwedische Fußballpokal 2011 (auch Svenska Cupen 2011 genannt) war die 56. Austragung des Fußballpokalwettbewerbs der Männer. Die Vorrunde begann am 5. März 2011. Das Finale fand am 5. November 2011 im Olympia von Helsingborg statt.
Pokalsieger wurde Titelverteidiger Helsingborgs IF. Das Team setzte sich im Finale mit 3:1 gegen Kalmar FF durch. Da Helsingborg durch den Gewinn der Meisterschaft für die 2. Qualifikationsrunde der UEFA Champions League 2012/13 qualifiziert war, ging der Platz für die Europa League an den unterlegenen Finalisten.

## Modus
Alle Begegnungen wurden im K.-o.-System ausgetragen. Bei unentschiedenem Ausgang gab es eine Verlängerung von zweimal 15 Minuten und gegebenenfalls ein Elfmeterschießen.

## Teilnehmer
| Fotbollsallsvenskan (16) (Level 1) | Fotbollsallsvenskan (16) (Level 1) | Superettan (16) (Level 2) | Superettan (16) (Level 2) |
| --- | --- | --- | --- |
| - Åtvidabergs FF - IF Brommapojkarna - Djurgårdens IF - IF Elfsborg - GAIS Göteborg - Gefle IF - IFK Göteborg - BK Häcken | - Halmstads BK - Helsingborgs IF - Kalmar FF - Malmö FF - Mjällby AIF - Örebro SK - AIK Solna - Trelleborgs FF                                                                              | - Ängelholms FF - Assyriska Föreningen - IK Brage - Degerfors IF - Falkenbergs FF - Hammarby IF - Jönköpings Södra IF - Landskrona BoIS                                         | - Ljungskile SK - IFK Norrköping - Örgryte IS - Östers IF - GIF Sundsvall - Syrianska FC - FC Trollhättan - Väsby United |
| Division 1 (14) (Level 3) | Division 2 (25) (Level 4) | Division 2 (25) (Level 4) | Division 3 (14) (Level 5) |
| - Carlstad United BK - Hammarby Talang FF - Kristianstads FF - IF Limhamn Bunkeflo - Lunds BK - Östersunds FK - IK Sirius - Skövde AIK - IK Sleipner - Torslanda IK - Valsta Syrianska IK - IFK Värnamo - Västerås SK - Vasalunds IF | - Akropolis IF - Enskede IK - IK Frej - Gunnilse IS - FC Gute - Höllvikens GIF - IFK Hässleholm - Högaborgs BK - Hudiksvalls ABK - KB Karlskoga - Karlslunds IF - Karlstad BK - Lindome GIF | - Lindsdals IF - Ljungby IF - IFK Luleå - GIF Nike - Nyköpings BIS - Robertsfors IK - Rotebro IS - Sandvikens IF - Skellefteå FF - Smedby AIS - Sollentuna United - Värmbols FC | - Älmhults IF - Bodens BK - IFK Fjärås - Friska Viljor FC - Kubikenborgs IF - Malmö City FC - IFK Mariestad - Melleruds IF - Nässjö FF - BKV Norrtälje - Oskarshamns AIK - Sölvesborgs GoIF - Spårvägens FF - IFK Trelleborg |
| Division 4 (8) (Level 6) | Division 4 (8) (Level 6) | Division 5 (4) (Level 7) | Division 6 (1) (Level 8) |
| - Alingsås IF - Älvsborgs FF - Bele Barkarby FF - Dalstorps IF | - Galtabäcks BK - Islingby IK - Sandareds IF - IFK Skövde | - Axbergs IF - Onsala BK - Stångenås AIS - Svärtinge SK | - Skogsbo-Avesta IF |

## Vorrunde
Teilnehmer: 52 Vereine ab der dritten Liga abwärts. In Klammern ist die jeweilige Ligaebene angegeben, in der der Verein in der Saison 2010 spielte.
| Datum      |                          | Ergebnis              |                           |
| ---------- | ------------------------ | --------------------- | ------------------------- |
| 05.03.2011 | BKV Norrtälje (V)        | 4:4 n. V. (7:6 i. E.) | IK Frej (IV)              |
| 12.03.2011 | Onsala BK (VII)          | 1:0                   | Dalstorps IF (VI)         |
| 12.03.2011 | IFK Hässleholm (IV)      | 4:3 n. V.             | Ljungby IF (IV)           |
| 13.03.2011 | Melleruds IF (V)         | 3:0                   | Carlstad United BK (III)  |
| 15.03.2011 | Nyköpings BIS (IV)       | 3:3 n. V. (3:5 i. E.) | Sollentuna United (IV)    |
| 16.03.2011 | Friska Viljor FC (V)     | 4:0                   | Kubikenborgs IF (V)       |
| 17.03.2011 | Skogsbo-Avesta IF (VIII) | 0:4                   | Sandvikens IF (IV)        |
| 19.03.2011 | Svärtinge SK (VII)       | 1:9                   | Enskede IK (IV)           |
| 19.03.2011 | IFK Mariestad (V)        | 8:0                   | Axbergs IF (VII)          |
| 19.03.2011 | Stångenås AIS (VII)      | 4:2                   | Gunnilse IS (IV)          |
| 19.03.2011 | Värmbols FC (IV)         | 1:2                   | Hammarby Talang FF (III)  |
| 19.03.2011 | KB Karlskoga (IV)        | 0:1                   | Skövde AIK (III)          |
| 19.03.2011 | Rotebro IS (IV)          | 1:2                   | Akropolis IF (IV)         |
| 19.03.2011 | Älmhults IF (V)          | 1:0                   | Malmö City FC (V)         |
| 19.03.2011 | IFK Trelleborg (V)       | 0:1 n. V.             | Högaborgs BK (IV)         |
| 19.03.2011 | IFK Skövde (VI)          | 2:4                   | Karlslunds IF (IV)        |
| 19.03.2011 | Islingby IK (VI)         | 0:4                   | Hudiksvalls ABK (IV)      |
| 19.03.2011 | Galtabäcks BK (VI)       | 0:9                   | Alingsås IF (VI)          |
| 19.03.2011 | Lindsdals IF (IV)        | 2:3                   | Kristianstads FF (III)    |
| 20.03.2011 | FC Gute (IV)             | 0:3                   | IK Sirius (III)           |
| 20.03.2011 | Älvsborgs FF (VI)        | 1:3                   | IFK Fjärås (V)            |
| 20.03.2011 | Bele Barkarby FF (VI)    | 1:1 n. V. (3:5 i. E.) | Vasalunds IF (III)        |
| 20.03.2011 | Spårvägens FF (V)        | 0:3                   | Valsta Syrianska IK (III) |
| 20.03.2011 | Robertsfors IK (IV)      | 1:2                   | IFK Luleå (IV)            |
| 20.03.2011 | Nässjö FF (V)            | 2:2 n. V. (4:5 i. E.) | Sandareds IF (VI)         |
| 26.03.2011 | Skellefteå FF (IV)       | 2:1                   | Bodens BK (V)             |

## 1. Runde
Teilnehmer: Die 26 Sieger der Vorrunde, die beiden Meister der Division 1 2010, fünf weitere Drittligisten, fünf weitere Viertligisten, zwei weitere Fünftligisten und die acht letzten Zweitligisten. In Klammern ist die jeweilige Ligaebene angegeben, in der der Verein in der Saison 2010 spielte.
| Datum      |                        | Ergebnis              |                           |
| ---------- | ---------------------- | --------------------- | ------------------------- |
| 16.03.2011 | Höllvikens GIF (IV)    | 1:5                   | Ängelholms FF (II)        |
| 20.03.2011 | GIF Nike (IV)          | 1:4                   | Lunds BK (III)            |
| 22.03.2011 | Oskarshamns AIK (V)    | 3:3 n. V. (4:3 i. E.) | Smedby AIS (IV)           |
| 24.03.2011 | Onsala BK (VII)        | 0:3                   | Lindome GIF (IV)          |
| 24.03.2011 | Akropolis IF (IV)      | 3:3 n. V. (4:2 i. E.) | Valsta Syrianska IK (III) |
| 26.03.2011 | Enskede IK (IV)        | 1:0                   | Hammarby Talang FF (III)  |
| 26.03.2011 | IFK Mariestad (V)      | 0:8                   | Degerfors IF (II)         |
| 26.03.2011 | Kristianstads FF (III) | 0:3                   | IFK Värnamo (III)         |
| 26.03.2011 | Vasalunds IF (III)     | 4:0                   | Sollentuna United (IV)    |
| 26.03.2011 | Melleruds IF (V)       | 1:6                   | Karlstad BK (IV)          |
| 26.03.2011 | BKV Norrtälje (V)      | 2:1                   | IK Sleipner (III)         |
| 26.03.2011 | Högaborgs BK (IV)      | 0:4                   | IF Limhamn Bunkeflo (III) |
| 26.03.2011 | Älmhults IF (V)        | 1:0                   | Sölvesborgs GoIF (V)      |
| 26.03.2011 | Hudiksvalls ABK (IV)   | 0:3                   | IK Brage (II)             |
| 27.03.2011 | IFK Fjärås (V)         | 4:5                   | FC Trollhättan (II)       |
| 27.03.2011 | IK Sirius (III)        | 4:1                   | Väsby United (II)         |
| 27.03.2011 | Stångenås AIS (VII)    | 0:1                   | Örgryte IS (II)           |
| 27.03.2011 | Karlslunds IF (IV)     | 3:3 n. V. (7:6 i. E.) | Skövde AIK (III)          |
| 27.03.2011 | Sandvikens IF (IV)     | 2:3                   | Västerås SK (III)         |
| 28.03.2011 | Sandareds IF (VI)      | 0:4                   | Jönköpings Södra IF (II)  |
| 30.03.2011 | IFK Hässleholm (IV)    | 1:5                   | Östers IF (II)            |
| 30.03.2011 | Friska Viljor FC (V)   | 1:6                   | Östersunds FK (III)       |
| 31.03.2011 | Alingsås IF (VI)       | 1:5                   | Torslanda IK (III)        |
| 05.04.2011 | Skellefteå FF (IV)     | 0:5                   | IFK Luleå (IV)            |

## 2. Runde
Teilnehmer: Die 24 Sieger der 1. Runde, die beiden Erstligaabsteiger 2010 und sechs Zweitligisten (Platz 3 bis 8) der Saison 2010. In Klammern ist die jeweilige Ligaebene angegeben, in der der Verein in der Saison 2010 spielte.
| Datum      |                           | Ergebnis  |                           |
| ---------- | ------------------------- | --------- | ------------------------- |
| 06.04.2011 | BKV Norrtälje (V)         | 1:0       | Hammarby IF (II)          |
| 07.04.2011 | Oskarshamns AIK (V)       | 1:2       | IFK Värnamo (III)         |
| 19.04.2011 | FC Trollhättan (II)       | 2:0       | Degerfors IF (II)         |
| 20.04.2011 | IF Limhamn Bunkeflo (III) | 3:2       | Ängelholms FF (II)        |
| 20.04.2011 | Torslanda IK (III)        | 0:3       | Ljungskile SK (II)        |
| 20.04.2011 | IFK Luleå (IV)            | 1:0       | Assyriska Föreningen (II) |
| 20.04.2011 | Östersunds FK (III)       | 0:3       | GIF Sundsvall (II)        |
| 20.04.2011 | Örgryte IS (II)           | 0:3       | Falkenbergs FF (II)       |
| 20.04.2011 | Lindome GIF (IV)          | 1:3       | Jönköpings Södra IF (II)  |
| 20.04.2011 | Karlstad BK (IV)          | 1:0       | Västerås SK (III)         |
| 20.04.2011 | Akropolis IF (IV)         | 1:4       | IF Brommapojkarna (I)     |
| 20.04.2011 | Enskede IK (IV)           | 3:4       | Vasalunds IF (III)        |
| 21.04.2011 | IK Sirius (III)           | 4:2 n. V. | IK Brage (II)             |
| 21.04.2011 | Lunds BK (III)            | 0:1       | Landskrona BoIS (II)      |
| 26.04.2011 | Karlslunds IF (IV)        | 0:4       | Åtvidabergs FF (I)        |
| 27.04.2011 | Älmhults IF (V)           | 0:2       | Östers IF (II)            |

## 3. Runde
Teilnehmer: Die 16 Sieger der 2. Runde, die besten 14 Erstligisten 2010 und die besten zwei Zweitligisten 2010. In Klammern ist die jeweilige Ligaebene angegeben, in der der Verein in der Saison 2010 spielte.
| Datum      |                           | Ergebnis              |                     |
| ---------- | ------------------------- | --------------------- | ------------------- |
| 10.05.2011 | Åtvidabergs FF (I)        | 3:0                   | AIK Solna (I)       |
| 11.05.2011 | IFK Luleå (IV)            | 1:2                   | Djurgårdens IF (I)  |
| 11.05.2011 | Östers IF (II)            | 0:0 n. V. (4:2 i. E.) | BK Häcken (I)       |
| 11.05.2011 | Vasalunds IF (III)        | 2:1                   | Mjällby AIF (I)     |
| 11.05.2011 | IK Sirius (III)           | 0:1                   | Kalmar FF (I)       |
| 11.05.2011 | Falkenbergs FF (II)       | 0:0 n. V. (4:2 i. E.) | Syrianska FC (II)   |
| 11.05.2011 | Ljungskile SK (II)        | 2:2 n. V. (2:4 i. E.) | Örebro SK (I)       |
| 11.05.2011 | Jönköpings Södra IF (II)  | 0:4                   | Malmö FF (I)        |
| 12.05.2011 | IF Limhamn Bunkeflo (III) | 2:6                   | IFK Göteborg (I)    |
| 12.05.2011 | GIF Sundsvall (II)        | 2:3 n. V.             | GAIS Göteborg (I)   |
| 12.05.2011 | FC Trollhättan (II)       | 1:2                   | Trelleborgs FF (I)  |
| 12.05.2011 | IF Brommapojkarna (I)     | 3:1                   | Gefle IF (I)        |
| 12.05.2011 | IFK Värnamo (III)         | 0:1                   | IF Elfsborg (I)     |
| 12.05.2011 | Landskrona BoIS (II)      | 2:4 n. V.             | Helsingborgs IF (I) |
| 12.05.2011 | BKV Norrtälje (V)         | 3:4                   | IFK Norrköping (II) |
| 18.05.2011 | Karlstad BK (IV)          | 1:4                   | Halmstads BK (I)    |

## Achtelfinale
| Datum      |                     | Ergebnis              |                       |
| ---------- | ------------------- | --------------------- | --------------------- |
| 29.05.2011 | Vasalunds IF (III)  | 0:0 n. V. (4:5 i. E.) | Falkenbergs FF (II)   |
| 29.05.2011 | IF Elfsborg (I)     | 3:1                   | IF Brommapojkarna (I) |
| 29.05.2011 | IFK Norrköping (II) | 0:2                   | Kalmar FF (I)         |
| 29.05.2011 | Åtvidabergs FF (I)  | 2:1                   | Östers IF (II)        |
| 29.05.2011 | Helsingborgs IF (I) | 2:1                   | Trelleborgs FF (I)    |
| 29.05.2011 | Örebro SK (I)       | 1:0                   | GAIS Göteborg (I)     |
| 29.05.2011 | Halmstads BK (I)    | 0:3                   | Malmö FF (I)          |
| 29.05.2011 | IFK Göteborg (I)    | 1:0                   | Djurgårdens IF (I)    |

## Viertelfinale
| Datum      |                     | Ergebnis              |                  |
| ---------- | ------------------- | --------------------- | ---------------- |
| 15.06.2011 | Kalmar FF (I)       | 1:1 n. V. (4:3 i. E.) | Malmö FF (I)     |
| 15.06.2011 | Åtvidabergs FF (I)  | 0:3                   | Örebro SK (I)    |
| 21.07.2011 | Falkenbergs FF (II) | 2:3                   | IFK Göteborg (I) |
| 29.09.2011 | Helsingborgs IF (I) | 2:0                   | IF Elfsborg (I)  |

## Halbfinale
| Datum      |                  | Ergebnis  |                     |
| ---------- | ---------------- | --------- | ------------------- |
| 14.09.2011 | IFK Göteborg (I) | 3:4 n. V. | Kalmar FF ()        |
| 29.10.2011 | Örebro SK (I)    | 1:3       | Helsingborgs IF (I) |

## Finale
| Paarung         | Helsingborgs IF – Kalmar FF |
| Ergebnis        | 3:1 (1:1) |
| Datum           | 5. November 2011 |
| Stadion         | Olympia, Helsingborg |
| Zuschauer       | 9.513 |
| Schiedsrichter  | Markus Strömbergsson |
| Tore            | 1:0 Álvaro Santos (26.) 1:1 Erik Israelsson (45.) 2:1 May Mahlangu (55.) 3:1 Christoffer Andersson (80., Foulelfmeter) |
| Helsingborgs IF | Pär Hansson – Joseph Baffoe (61. Mattias Lindström), Markus Holgersson, Erlend Hanstveit, Christoffer Andersson – Erik Wahlstedt, Ardian Gashi, May Mahlangu, Rachid Bouaouzan – Álvaro Santos (83. Hannu Patronen), Thomas Sørum (68. Erik Sundin) Cheftrainer: Conny Karlsson      |
| Kalmar FF       | Petter Wastå – Mattias Johansson, Arthur Sorin, Tobias Carlsson, Markus Thorbjörnsson, Stefan Larsson – Henrik Rydström , Erik Israelsson, Tobias Eriksson, Daniel Sobralense – Daniel Mendes (81. Abiola Dauda), Ricardo Santos (81. Måns Söderqvist) Cheftrainer: Nanne Bergstrand |
| Gelbe Karten    | Erlend Hanstveit (16.), Ardian Gashi (63.) – Erik Israelsson (33.), Daniel Sobralense (39.), Petter Wastå (80.) |
| Platzverweise   | keine – Daniel Sobralense (86.) |